# Pokémon Black 2 и White 2
Pokémon Black Version 2 и Pokémon White Version 2 (яп. ポケットモンスターブラック2・ホワイト2 покэтто монсута: буракку цу: ховайто цу:, «Покемон: Чёрная версия 2» и «Белая версия 2») — японские ролевые игры, разработанные студией Game Freak и изданные совместно с Nintendo и The Pokémon Company на портативной игровой системе Nintendo DS. Игры входят в пятое поколение серии и являются сиквелом Pokémon Black и White. В Японии игра вышла 23 июня 2012 года, релизы в Северной Америке и Европе произошли в октябре того же года. Впервые информация о разработке новой игры появилась 26 февраля 2012 года в японской телепередаче Pokémon Smash, а через некоторое время аналогичная информация появилась на международном сайте Pokémon.com. Талисманами версий являются легендарные покемоны Чёрный Кюрэм (яп. ブラックキュレム буракку кюрэму) для Black 2 и Белый Кюрэм (яп. ホワイトキュレム ховайто кюрэму) для White 2.

## Игровой процесс
Подобно другим играм серии, Black 2 и White 2 состоят из двух основных игровых процессов: исследование мира и битв покемонов. Исследование мира состоит из управления игровым персонажем, разговоров с NPC, поиска предметов и покемонов. Битвы проходят в пошаговом формате, их главной целью является снизить очки здоровья покемонов противника до нуля с помощью различных приёмов.
Black 2 и White 2 совместимы с новым дополнением на системе Nintendo 3DS под названием Pokémon Dream Radar которое позволяет игрокам получить альтернативные формы некоторых покемонов.
В Black 2 и White 2 также была представлена новая мини-игра под названием PokéStar Studios, в которой игрок участвует в съёмках фильмов с участием покемонов и других актёров. Ещё одной новой механикой стал «Мировой турнир покемонов» (англ. Pokémon World Tournament), где игрок соревнуется с усиленными версиями тренеров из предыдущих игр серии.

## Сюжет
Действие игры происходит через два года после событий оригинальных Black и White. За это время игровой регион Юнова очень сильно изменился. На карте региона, показанной на официальном сайте игры, вся его северо-восточная и частично западная части покрыты льдом, однако не подтверждено, настоящий это лёд или просто разработчики игры таким образом скрывают настоящие изменения в регионе. На юго-западе региона появился новый город Хиоги-Сити, в котором встречаются покемоны из других регионов, аналогично тому, как это было в Pokémon Platinum.

## Отзывы
| Сводный рейтинг    | Сводный рейтинг                     |
| Агрегатор          | Оценка                              |
| ------------------ | ----------------------------------- |
| GameRankings       | 81,31 % (Black 2) 80,71 % (White 2) |
| Metacritic         | 80/100                              |
| Иноязычные издания |                                     |
| Издание            | Оценка                              |
| Famitsu            | 36/40                               |
| IGN                | 9,6/10 (Black 2)                    |

Обе игры получили положительные отзывы критиков. За две недели в Японии было продано более 2 миллионов копий, а по данным на начало 2013 года по всему миру было куплено 7,63 миллиона копий.